# 井上孝雄
井上 孝雄（いのうえ たかお、1935年3月21日 - 1994年10月16日）は、日本の俳優、声優。本名は同じ。東京市（現東京都）渋谷区出身。玉川大学文学部卒業。染谷事務所に所属していた。妻は女優の馬渕晴子（2012年死去）。次男は陶芸家の井上恵介。

## 来歴・人物
1957年に大学を卒業。
劇団東宝現代劇に入団して菊田一夫に師事。芸術座の演劇『モデルの部屋』で初舞台を踏む。
1987年、菊田一夫演劇賞を受賞。
森光子主演の『放浪記』では、1974年以降死去する1994年まで、福地貢役を20年間演じていた。
声優の仕事もこなしており、洋画の吹き替えではロック・ハドソンとピーター・オトゥールのフィックス（専属）声優として知られていた。
前述の『放浪記』の全国ツアーの最中に病に倒れ、1994年10月16日午後1時30分、肝不全のため入院先の病院で死去した。59歳没。福地貢役は西日本公演以降松山政路が代役を務めた。

## 後任
井上の死後、持ち役を引き継いだ人物は以下の通り。
- 牛山茂 - 『続・猿の惑星』：ジョン・クリストファー・ブレント少佐※TBS版(WOWOW版追加収録部分)
- 松山政路 - 演劇『放浪記』：福地貢※1994年版(西日本公演以降)

## 出演作品（俳優）

### テレビドラマ
- にじの国から（1960年、KR）
- 日立劇場 / 五条木屋町（1960年、KR）
- ゼェランジャ城の幽霊（1960年、NTV）
- サンヨーテレビ劇場 / 霧の中の少女（1960年、TBS）
- 波の塔（1961年、CX） - 小野木喬夫
- 恋獄（1961年、TBS）
- 名勝負物語（1961年、NTV）
- 藪の中（1961年、NTV）
- NECサンデー劇場（1961年、NET）
  - 生きて愛して死んだ
  - しゃもじ
- 松本清張シリーズ・黒い断層 第47回「白い闇」（1961年、TBS） - 高瀬俊吉
- 鬼が居たか居なかったかと言う話（1961年、NTV）
- グランド劇場  / 鶯の宿（1962年、NET）
- テレビ指定席（1962年、NHK）
  - 偽りと真実のあいまに
  - 落葉樹
- テレビ劇場 / 今日を限りの（1962年、NET）
- 名作推理劇場 / 黒衣の花嫁（1962年、NET）
- 花は桜子（1963年、TBS）
- テレビ劇場 / 通り過ぎる（1963年、NHK）
- 大河ドラマ（NHK）
  - 赤穂浪士（1964年） - 礒貝十郎左衛門
  - 三姉妹（1967年） - 釘宮伊織
  - 樅ノ木は残った（1970年） - 柚木孝之進
  - 勝海舟（1974年） - 松平春嶽
  - 山河燃ゆ（1984年） - 林田政行
  - 武田信玄（1988年） - 松田憲秀
  - 翔ぶが如く（1990年） - 堀田正睦
- ベースボール事始め（1964年、NHK）
- 男なら（1964年、CX）
- 講談ドラマ / 三方目出鯛（1964年、NHK）
- 娘の結婚 第15話「三人目の息子」（1964年、NTV）
- 日産スター劇場（NTV）
  - 1/5の幸福（1964年）
  - おらが国さの刑事さん（1966年）
  - 嫁に縁談（1968年）
- 夫婦百景（1964年、NTV）
  - 第316話「背中」
  - 第340話「居候と夫婦」
- 近鉄金曜劇場（TBS、ABC）
  - 戦国無残（1964年）
  - 黄色い褒章（1965年）
- 日本映画名作ドラマ / 浮島の娘たち（1964年、NET）
- 野望（1964年、CX）
- 風雪（NHK）
  - 開化新商法（1964年） - 大倉喜八郎
  - 活動大写真（1965年） - 牧野省三
- シオノギテレビ劇場（CX）
  - 司葉子アワー / 招かれた人（1964年）
  - 沓掛時次郎（1967年）
- 有馬稲子アワー / 再会（1964年、NTV）
- ポーラ名作劇場 / しろがねの女（1965年、NET / 東宝）
- おもろい女（1965年、NHK） - 牧田満
- 三匹の侍（CX）
  - 第3シリーズ 第16話「寒鼓」（1966年）
  - 第4シリーズ 第10話「群狼」（1966年） - 佐吉
  - 第5シリーズ 第17話「帰ってきた剣鬼」（1968年） - 神山多聞
- 東芝日曜劇場（TBS）
  - ああ結婚（1966年）
  - 一人と一人で（1969年）
  - 白い闇（1977年） - 白木淳三　※1961年版にも出演
- 櫛（1966年、NHK）
- 遊撃戦 第7話「老兵は死なず」（1966年、NTV / 東宝）
- NHK劇場 / 海の声（1967年、NHK）
- 風の中にふたり（1968年、CX）
- 朱の女（1968年、CX）
- 君は花の如く（1968年、NET）
- 昔三九郎 第4話「詫証文」（1968年、NTV / 三船プロ）
- 風の中にふたり（1968年、CX）
- 朱の女（1968年、CX）
- 君は花の如く（1968年、NET）
- 結婚ぎらい（1969年、CX）
- 死と空と（1969年）
- 影を慕いて（1969年、CX）
- テレビスター劇場（1969年、MBS、東宝）
- イヤですさん（1969年）
- お嫁にいきたい（1970年、CX）
- おさな妻（1970年、12ch）
- 鬼平犯科帳 第29話「麻布ねずみ坂」（1970年、NET / 東宝）- 宗三郎
- 水戸黄門（TBS / C.A.L）
  - 第2部 第3話「暁の乱斗 -福島-」（1970年） - 弥平次
  - 第3部 第19話「姿なき復讐 -徳島-」（1972年） - 榊原源十郎
- 人形佐七捕物帳 第3話「河童の捕物」（1971年、NET） - 花井才三郎
- ザ・ガードマン 第348話「今晩ワ! 私は死のセールスマン」（1971年、TBS / 大映テレビ室） - 田村
- シークレット部隊 第1話「黄金の七人!嵐の大脱走」（1972年、TBS / 大映テレビ室） - 事務長
- 太陽にほえろ!（NTV / 東宝）
  - 第5話「48時間の青春」（1972年） - 木下
  - 第317話「殺人者に時効はない」（1978年） - 高森社長
  - 第380話「見込捜査」（1979年） - 久松靖幸
- 荒野の素浪人 第33話「争奪 山峡の銃撃戦」（1972年、NET / 三船プロ） - 星野多門
- キイハンター 第251話「人間を溶かす死の落し穴」（1973年、TBS / 東映） - 牧村
- 必殺仕掛人 第31話「嘘の仕掛けに仕掛けの誠」（1973年、ABC / 松竹） - 伊之助 / 定吉
- アイフル大作戦 第12話「美女と散歩するガイ骨」（1973年、TBS / 東映）
- 剣客商売 第18話「ある剣客の死」（1973年、CX / 東宝 / 俳優座）- 澤井主水
- 華麗なる一族（1974年、MBS / 東宝） - 小田徹
- 剣と風と子守唄 第15話「母恋い馬子唄」（1975年、NTV / 三船プロ） - 浦辺景之介
- 嫁だいこん（1976年、CX / 東宝） - 相良芳樹
- 夜明けの刑事 第87話 「ママはライバル殺人事件」(1976年、TBS / 大映テレビ）-松谷
- 非情のライセンス（NET / 東映）
  - 第2シリーズ 第101話「恋心」（1976年） - 大和田
  - 第3シリーズ 第24話「兇悪の涙・警視庁特捜部解散!?」（1980年） - 篠原
- 桃太郎侍（NTV / 東映）
  - 第58話「二つの顔の男」（1977年） - 小出十蔵
  - 第242話「二つの影のある男」（1981年）
- 銭形平次 第589話「岬に立つ少年」（1977年、CX）
- 江戸の旋風シリーズ（CX / 東宝）
  - 同心部屋御用帳 江戸の旋風III 第32話「盗っ人のまごころ」（1977年） - 丑松
  - 新・江戸の旋風 第19話「手のひらいっぱいの幸せ」（1980年） - 宇野屋利兵衛
- 白い巨塔（1978年、CX） - 今津教授
- メガロマン（1979年、CX） - 高嶺壮源
- Gメン'75 第164話「消えた乳母車の赤ちゃん」（1978年、TBS / 東映） - 竹内
- 青春ド真中! 第11話「女ごころがゆれました」（1978年、NTV / ユニオン映画） - 西島
- 西遊記 第1話「石猿誕生す」（1978年、NTV / 国際放映） - 天帝
- 江戸の激斗 第13話「名もない男達の詩」（1979年、CX / 東宝） - 立花玄内
- 鉄道公安官（1980年、ANB / 東映）
  - 第13話「ひかり10号・報復の激走」 - 麻原健二
  - 第41話「山手線・傷だらけの男を追え!」 - 柏木哲夫
- ザ・ハングマン 燃える事件簿 第7話「亡者を呼ぶ金相場」（1980年、ABC） - 穂積淳一（日本貴金属産業振興会情報担当係長）
- 大江戸捜査網 第469話「汚れた顔の天使達」（1980年、12ch / 三船プロ） - 秋本弥之助
- 御宿かわせみ 第4話「王子の滝」（1980年、NHK）
- 木曜ゴールデンドラマ（YTV）
  - 細雪（1980年）
  - 愛のともしび（1982年）
- 関ヶ原（1981年、TBS） - 井伊直政
- 松本清張の黒革の手帖（1982年、ANB） - 村井亨
- また逢う日 （1983年、THK）
- 月曜ワイド劇場 / 女が会社へ行きたくない朝（1983年、ANB）
- 土曜ワイド劇場（ANB）
  - 女囚外科医の復讐（1983年）
  - 京都大原殺人事件（1985年） - 刑事
  - 長崎オランダ村殺人事件（1987年） - 吉岡修造
  - 高橋英樹の船長シリーズ 第2作「瀬戸内おんな殺人行」（1989年） - 福家誠一郎
- ああ嫁姑 第11話「姑の反乱」（1985年、MBS）
- 火曜サスペンス劇場 / 長く暑い夏の一日（1988年、NTV / 彩の会）
- はぐれ刑事純情派 第2シリーズ 第15話「父を売った娘」（1989年） - 円城寺文彦
- 男と女のミステリー / 水曜日が怖い（1990年、CX）
- 検事・若浦葉子 第5話「襲われる検事…体罰は教育か暴力か?」（1991年、NTV / テレパック）
- 月曜ドラマスペシャル / 森繁久彌のおやじのヒゲ11（1991年、TBS）
- 鶴姫伝奇 -興亡瀬戸内水軍-（1993年、NTV）

### 映画
- 日本のいちばん長い日（1967年、東宝） - 竹下中佐
- 花の不死鳥（1970年、松竹） - 神卓也
- 影の爪（1972年、松竹） - 明

### 舞台
- モデルの部屋
- 花のれん
- がめつい奴
- 敦煌
- 遥かなり山河
- あかさたな（1967年、芸術座） - 敬吉 役
- ラ・マンチャの男（1969年 - 1973年、1985年 - 1989年） - カラスコ 役
- 屋根の上のヴァイオリン弾き
- 孤愁の岸
- 放浪記
- 山口百恵主演公演(第5回百恵ちゃんまつり) 第1部ミュージカル「クレオパトラ　－砂漠の不死鳥－」シーザー役（1979年8月25日〜31日、新宿コマ劇場）

### その他
- 『特別機動捜査隊』や『日立ドキュメンタリー　すばらしい世界旅行』などの日立製作所提供番組における日立の家電品の生CM風のインフォマーシャル（高橋圭三の後任として、1960年代後半から1970年代前半まで出演）

## 出演作品（声優）

### 吹き替え

#### 俳優
ジェームズ・フランシスカス
- 続・猿の惑星（ジョン・クリストファー・ブレント）※TBS版、ソフト版
- 地獄の艦隊（ジェフォーズ）
- 復讐の鬼探偵ロングストリート（マイク・ロングストリート）

ピーター・オトゥール
- アラビアのロレンス（トーマス・エドワード・ローレンス）※テレビ朝日版
- 将軍たちの夜（タンツ中将）※NET版
- ラストエンペラー（レジナルド・ジョンストン）※テレビ朝日
- ロード・ジム（ロード・ジム）※NET

ロック・ハドソン
- エンブリヨ（ポール・ホリストン）※テレビ東京版（DVD収録）
- 火星年代記（ジョン・ワイルダー大佐）
- ジャイアンツ（ジョーダン・ベネディクト2世）※NET版
- 北極の基地/潜航大作戦（ファラデイ艦長）※テレビ朝日版
- 対決（チャック・ジャービス）
- トブルク戦線（ドナルド・クレイグ少佐）※NET版（DVD収録）
- 武器よさらば（ヘンリー中尉）※フジテレビ版（DVD収録）
- ミサイル空爆戦隊（ジェームズ・コールドウェル大佐）※テレビ新録版

#### 洋画・海外ドラマ
- アガサ 愛の失踪事件（ウォーリー・スタントン（ダスティン・ホフマン））
- 雨に唄えば（ドン・ロックウッド（ジーン・ケリー））※フジテレビ版
- アルデンヌの戦い（ジョー・モーティマー”セサミ”〈フレデリック・スタフォード〉）※フジテレビ版
- 遺産相続人　(スチーブン・ブレック(ロイド・ブリジッス))
- 失われたものの伝説（ポール・ボナード（ロッサノ・ブラッツィ））※TBS版
- カスター将軍（ジョージ・アームストロング・カスター〈ロバート・ショウ〉）※テレビ朝日版
- カレンダーガール殺人事件（ダン・ストーナー（トム・スケリット））
- 眼下の敵（シュトルベルク艦長（クルト・ユルゲンス））※テレビ朝日新録版
- 魚雷特急（チャールズ（トニー・フランシオサ））※NET版
- キング・ソロモン（アラン・クォーターメイン（スチュワート・グレンジャー））
- 暗くなるまで待って（マイク・トールマン（リチャード・クレンナ））※テレビ朝日版
- 警部マクロード　「騎馬警官隊大奮戦」　(デトマー(マーク・リッチマン))
- 刑事コロンボ ハッサン・サラーの反逆（ハッサン・サラー総領事代理（ヘクター・エリゾンド））
- ケイン号の叛乱（マリク大尉（ヴァン・ジョンソン））※フジテレビ版
- 荒野を歩け（ダヴ・リンクホーン（ローレンス・ハーヴェイ））
- コルドラへの道（ソーン少佐（ゲイリー・クーパー））※フジテレビ版
- サーフサイド6（ケニー・マディソン（ヴァン・ウィリアムズ））
- サウンド・オブ・ミュージック（ゲオルク・フォン・トラップ大佐（クリストファー・プラマー）)※テレビ朝日版（製作50周年記念版BD収録）
- 裁かれた壁　(シドニー・ポワチエ)
- ザルツブルグ・コネクション（ビル・マシスン（バリー・ニューマン））※日本テレビ版
- ザッツ・エンターテインメント（ジーン・ケリー）
- 砂漠の鬼将軍（エルヴィン・ロンメル（ジェームズ・メイソン））※フジテレビ版
- 三人の女性への招待状（マクフライ（クリフ・ロバートソン））
- ジグザグ　TVシリーズ　(ジョナサン・クロフト(ジョージ・マハリス)) ※NET
- スカーフェイス（アレハンドロ・ソーサ（ポール・シェナー））※テレビ朝日版
- 聖なる夜　(ジョン(ロイド・ブリッジス))
- 潜行（デビッド・フレイザー〈クリフ・ロバートソン〉）※NET版
- 戦争と平和（アンドレイ・ボルコンスキー公爵（ビャチェスラフ・チーホノフ））※テレビ朝日版
- ダーティハリー2（ニール・ブリッグス（ハル・ホルブルック））※フジテレビ版
- 大草原の小さな家　「兵士の帰還」　(グランビル・ウィブル(リチャード・マリガン))
- 太陽のならず者（ジム・ベックリー〈ロバート・スタック〉）※TBS版
- 脱走計画（ショーン・マッケンナ（ローレンス・ハーヴェイ））
- タワーリング・インフェルノ（ダグ・ロバーツ（ポール・ニューマン）） ※日本テレビ版（スペシャルエディションDVD及びBD収録）
- 探偵キャノン「父の黒い影」　(スタバー(ジョージ・マハリス))
- 地下組織（ドーソン（ロバート・グーレ））※TBS版
- テキサスSWAT（J.J.マクエイド（チャック・ノリス））※テレビ朝日版（テレビ吹替音声収録版DVD収録）
- ドラブル（ジョン・タラント（マイケル・ケイン））
- 鳥（ミッチ・ブレナー（ロッド・テイラー））※TBS版
- トリプルクロス（エディ・チャップマン（クリストファー・プラマー））※テレビ朝日版
- ハイランダー 悪魔の戦士（フアン・ラミレス（ショーン・コネリー））※テレビ朝日版（BD収録）
- バファロー大隊（ジェフリー・ハンター）
- パリの不夜城　(ボブ(エディ・コンスタンチーヌ)) ※NHK版
- 針の眼（ハインリッヒ・フェイバー（ドナルド・サザーランド））※テレビ朝日版
- バルジ大作戦（ヘスラー大佐（ロバート・ショウ））※テレビ朝日版
- プラスチックの中の青春　(ジョニー・ルビッチ(ロバート・リード))
- ブルー・マックス（ブルーノ・スタッヘル中尉（ジョージ・ペパード））※LD版
- 北北西に進路を取れ（ロジャー・ソーンヒル（ケーリー・グラント））※日本テレビ版
- 弁護士ジャッド　「焼身自殺」　(レイモンド(ロバート・フォスター))
- 弁護士シャノン（ジャック・シャノン（ジェイミー・シェリダン））
- ミクロの決死圏（チャールズ・グラント（スティーヴン・ボイド））※フジテレビ版
- ミニミニ大作戦（アルタバーニ（ラフ・ヴァローネ））
- 猛烈アパッチ鉄道（ベン・カルホーン（デイル・ロバートスン））
- 野獣捜査線（エディ・キューザック（チャック・ノリス））※テレビ朝日版（テレビ吹替音声収録版DVD収録）
- 野生のエルザ（ジョージ・アダムソン（ビル・トラバース））※TBS版
- 旅情（レナード・デ・ロッシ（ロッサノ・ブラッツィ））※テレビ朝日版
- 惑星からの侵略（マイク・ハルステッド（トニー・ラッセル））※日本テレビ版
- ロアーズ（ハンク（ノエル・マーシャル））
- ローナ・ラブの青春　(ジョエル(ロバート・ワグナー))
- わが命つきるとも（ヘンリー8世（ロバート・ショウ））
- 私は犯された/エレイン夫人の裁判（デッド・ライリー（ケン・スウォフォード））※NET版
- レオナルド・ダ・ビンチの生涯  ※NHK版 レオナルド・ダ・ビンチ(フィリップ・ルロワ)

### 劇場アニメ
- はだしのゲン （1983年、共同映画） - 中岡大吉

### ナレーション
- 同心部屋御用帳 江戸の旋風 （1975年 - 1978年、CX）
- 科学救助隊テクノボイジャー （1982年、CX）

### 朗読
- 武器よさらば（1988年、新潮カセットブック）